# Colchão inflável (colchão de ar)

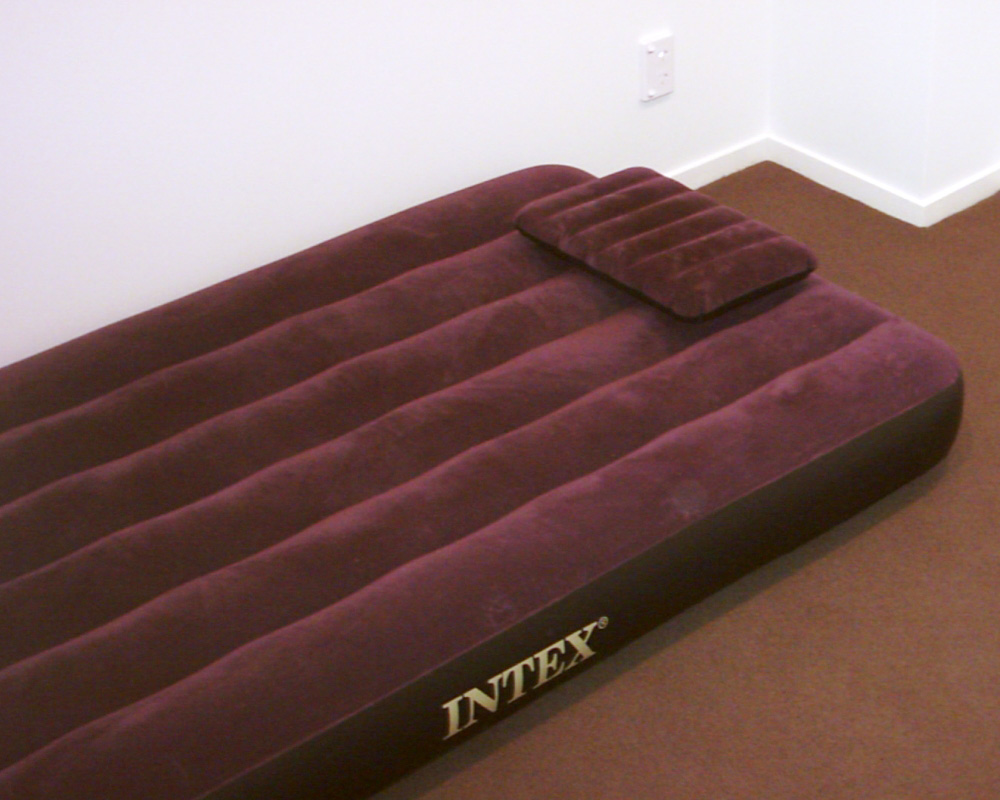
Um colchão de ar projetado para oferecer conforto e praticidade, ideal para acomodação temporária de hóspedes. Fácil de inflar e armazenar, proporciona uma experiência aconchegante e adaptável a diferentes espaços.

Um colchão de ar é um tipo de colchão inflável ou colchonete projetado para oferecer conforto e praticidade em diversas situações.
Devido à sua flutuabilidade, o colchão de ar também é amplamente utilizado como brinquedo aquático ou dispositivo de flutuação. Em alguns países, como o Reino Unido e a África do Sul, ele é conhecido como "lilo" — um nome derivado da marca registrada "Li-lo", originada da expressão "lie low" (deitar-se baixo) — ou como "Readybed". 